# Inga spectabilis
Inga spectabilis är en ärtväxtart som först beskrevs av Vahl, och fick sitt nu gällande namn av Carl Ludwig von Willdenow. Inga spectabilis ingår i släktet Inga och familjen ärtväxter. Inga underarter finns listade i Catalogue of Life.

## Bildgalleri

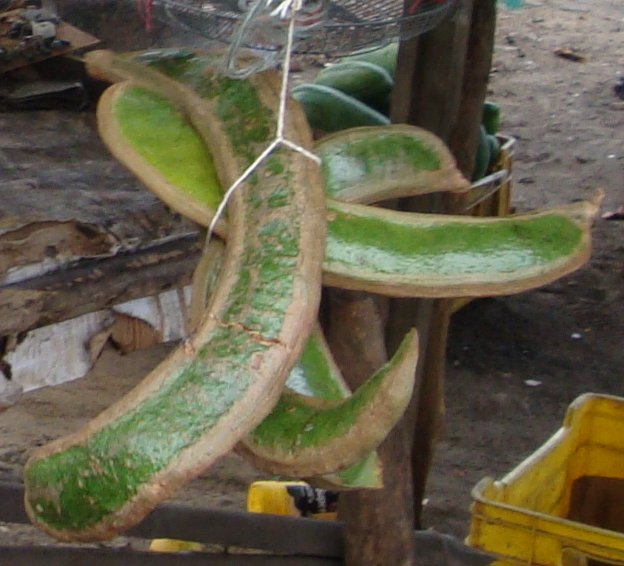